# 제주 고씨
제주 고씨(濟州髙氏)는 제주특별자치도를 본관으로 하는 한국의 성씨이다. 시조는 탐라 개국설화에 등장하는 고을나(髙乙那)이다.그리고 중국쪽에서 내려왔다
고을나(髙乙那)의 45세손인 탐라국왕(耽羅國王) 고자견(髙自堅)의 아들 고말로(髙末老)가 고려에 내조(來朝)하여 태조에게 성주(星主)·왕자(王子)의 작(爵)을 받았다. 제주가 대종이며 장흥長興, 개성開城, 연안延安, 고봉髙峰, 옥구沃溝, 안동安東 등 10여 본이 문헌에 전한다.고을나의 45세손 탐라국주 고자견(髙自堅)의 태자 고말로(髙末老) 직손 제주 고씨, 고말로의 후손 고종필(髙宗弼)은 연안 고씨(延安髙氏), 고말로의 23세손 고응섭(髙應涉)은 안동 고씨(安東髙氏)로 분적하였다.

## 역사
제주 고씨의 시조는 탐라 건국 신화에 나오는 삼신인(三神人) 가운데 한 사람인 고을나(髙乙那)이다. 탐라 개국설화에 의하면, 한라산 북쪽 기슭 삼성혈(三姓穴)에서 양씨, 부씨와 함께 세 신인(神人)이 출현하였다. 그 후 제주도로 표류(漂流)해 온 상자에서 세 명의 여자, 오곡종자(五穀種子), 가축이 나와 이들과 함께 섬에 정착하였다고 한다.
고을나의 15세손 고후(髙厚)·고청(髙淸)·고계髙(季) 세 형제가 배를 만들어 타고 바다를 건너 탐진(耽津 : 現 전라남도 강진군)에 이르렀고, 신라에 내조(來朝)하여 고후는 성주(星主), 고청은 왕자(王子), 고계는 도내(徒內)라는 칭호를 받았다. 처음 왔을 때 탐진에 정박하였기 때문에 탐라(耽羅)라는 국호(國號)를 받았다.
고을나의 45세손 탐라국주 고자견(髙自堅)의 태자 고말로(髙末老)가 938년(태조 21년) 고려에 내조(來朝)하여 성주(星主)·왕자(王子)의 작(爵)을 받았고, 자치를 허락받았다. 이후 조선 초기까지 후손들이 성주의 칭호를 계승하며, 탐라국을 세습 통치하였다.
고말로의 세 아들인 고유(髙維), 고강髙(綱), 고소(髙紹)가 모두 과거에 급제하고 관직에 올랐다. 상서우복야(尙書右僕射) 고유髙(維)의 아들인 고조기(髙兆基)가 고려 의종 때 중서시랑평장사(中書侍郞平章事)에 이르렀다.
제주 고씨는 조선시대 문과 급제자 34명, 무과 급제자 225명을 배출하였다. 장흥 고씨, 개성 고씨 등 분적종을 합하면 문과 급제자 79명, 무과 급제자 289명이다.

## 기원
탐라 역사는 반만년 역사로 표기하고 있지만 실제 역사 출발은 제주 3성이 철기를 가지고 이주해 온 철기 문화부터이며 초기에는 고구려와만 사신 왕래를 하였고 왕이라는 뜻의 '을라'가 북방민족 언어로 대족장이라는 뜻이여서 삼성혈, 삼족오처럼 3을 신성시 여기는 부여계 고구려와 같은 고씨로 추정하는 설도 있다. 조선 초까지 왕위직을 유지했기 때문에 1500년 이상 왕조를 유지했다.

## 본관

### 관련 유적
제주 삼성혈(三姓穴)은 삼을나(三乙那)의 탄생지로 매년 춘추제(春秋祭) 및 건시제(乾始祭)를 봉향하고 있으며, 사적 제134호로 지정되어 있다. 또 벽랑국에서 보내온 삼공주와 혼인했다는 혼인지(婚姻址)가 지금 제주특별자치도 서귀포시 성산읍 온평리에 남아 있고 제주도기념물 제17호로 지정되어 있다.
문경공 고조기 묘(文敬公高兆基墓)는 고려 시대 제주인 최초로 수상에 올랐던 고조기(高兆基)의 묘로, 제주시 아라동 2464번지에 있다. 묘역에는 ‘고려중서시랑평정사(高麗中書侍郞平章事) 고조기묘(高兆基墓)’를 중심으로 좌측에 ‘유향고공지묘(留鄕高公之墓)’, 우측에 비명을 알 수 없는 묘가 배치되어 있다. 장방형 봉분의 네 귀퉁이에는 현무암 재질의 자연석을 2단으로 쌓아 올렸다.
또한 봉분의 정면에는 중앙에 이중 제단을 두고, 좌측에 높이 3.4m의 ‘고조기시문비(高兆基詩文碑)’, 우측에 중서시랑고조기묘비(中書侍郞高兆基墓碑)‘라는 애초의 비석도 그대로 세워졌다.
이처럼 문경공 고조기 묘는 제주에서 주인공을 확실히 알 수 있는 가장 오래된 무덤으로 제주특별자치도 기념물 제38호로 지정되어 있으며, 새로이 이곳에 탐라원을 개설하여 옛날 탐라국 선조들의 위패를 모시고 매 해마다 종문회를 개최하고 제사를 지내고 있다.

### 집성촌
탐라국의 왕족이였던 제주고씨(濟州髙氏)는 신라 경순왕과 함께 고려 왕조에 귀부하면서 대체로 4세 고공익(高恭益) 대를 전후하여 관향(貫鄕)인 제주(濟州)에서 주요 왕족 많은 수가 고려의 수도인 개성(開城)·장단(長湍) 등 경기 지역으로도 옮겨 살았다. 내부적으로 황제국을 지칭한 고려는 탐라국 왕위직인 성주(星主)직을 유지하며 조선 초기까지 벼슬과 함께 별도의 왕위직을 세습하였다. 대표 가문에는 태조 이성계의 부관으로 조선개국공신인 고려(髙呂) 장군을 파조로 하는 고성군파(高聖君派)가 있다. 개국공신의 공로로 후손들은 과거 없이 음서제 벼슬을 유지하였다. 국가에 공로를 많이 세우며 크게 번성하여 현 서울특별시 은평구 신사동 일대에 땅을 하사받았으며 '고택골(고씨마을)'로 불리는 집성촌을 이루었다. 영조가 수원성을 축성하기 위하여 부자들을 발탁할 시기에 재산을 기부헌납하며 옥잔에 어주를 받았고 경기도 수원시로 이주하여 수원에도 집성촌을 이루었다. 유물인 옥잔은 비교적 최근까지 전해 내려오다가 몇십년전에 후손들 사이에서 유실된 것으로 알려져 있다. 이 이야기들은 변형되어 수원시의 민간 전례 이야기에 고씨 부자들이 살았었다는 '고마참' 전설로 남아있다. 허나 조선말에 대대적인 역병이 돌 때 세가 크게 위축되었고 '고택골'과 '고마참'은 지금까지 큰 공을 세운 고씨장군 이야기와 함께 공동묘지로, 고씨부자들이 살다가 큰 참변을 당한 고마참이라는 지역 흉지전설로 전해지게 되었으며, '고택골로 가다'가 '죽었다'라는 전국적 관용어 표현이 된 것으로 추정하고 있다.
10세 고인단(高仁旦)의 자손들인 성주공파(星主公派)와 전서공파(典書公派)는 청주(淸州)와 서울 ㆍ 일본 등지에서 많이 살았던 사실이 ‘계해보(癸亥譜)’에 보이며, 영곡공파(靈谷公派)는 큰 아들 고태필(高台弼)의 후손들은 주로 제주도에 세거하엿으며 나머지 세 아들 고태승(高台昇), 고태보(高台補), 고태익(高台翼)의 후손은 경기도·강원도ㆍ충청도ㆍ전라도·경상도ㆍ이북 5도 등지에 세거하게 되었다.
문충공파(文忠公派)는 문충공(文忠公) 고경(高慶)의 고조부(高祖父)인 고돈겸(高惇謙)이래로 세거해온 개성(開城)을 비롯하여 전북ㆍ경기ㆍ강원도 ㆍ충청도ㆍ경상도 일원에 많이 살았으며, 그중 일부는 19세 고종필(高宗弼) ㆍ 고몽필(高夢弼)의 대를 전후하여 황해도 연백(延白)으로 옮겨가 터를 잡았던 것으로 보인다. 개성에 있던 고돈겸(高惇謙)은 12세기 중엽에 중앙의 관리로 있다가 모함을 받고 옥구현(현 전라북도 군산시 오식도동)으로 유배되어 거주하게 되었고, 그 후손들이 옥구에 터를 잡고 세거하였다. 후손 문충공이 고려의 명망 높은 학자로 명문가를 이루게 되었는데 ‘문충공’은 고돈겸의 현손 문충공 고경(高慶)이다. 곧, 고돈겸은 옥구에 세거한 제주 고씨 문충공파의 입향조이다. 문충공파는 고돈겸 이래로 고려 조에서만 9상서 12한림의 명현을 배출하였다.
장흥백파(長興伯派)는 고중연을 시조로 하며 장성 삼계 등 전라남도 일대에서 세거해 왔다.
화전군파(花田君派)는 14세 고숭례(高崇禮)의 후계(後系)가 전남 구례(求禮)로 옮겨갔으며, 화전군(花田君) 고인비(高仁庇)의 9대손 고광후(高廣後)가 인조조에 이인거(李仁居)의 난을 피해 횡성(橫城)에서 영월(寧越)로 옮겨갔다.
문정공파(文禎公派)는 11세 고환(高桓)의 대 이후에 남원(南原) 등 전북지방에 많이 살았던 것으로 보이고, 상당군파(上黨君派)는 12세 고철(高哲)이 조선 태조조에 함경남도 북청(北靑)으로 가 자리를 굳혔던 이래 함경도와 청주(淸州) 등지에서 세거해 왔다.
개성 고씨 양경공파(良敬公派)는 경상북도 상주(尙州)와 문경(聞慶) 등지에 주로 살았다.
1930년경에 제주 고씨는 제주도 제주시(濟州市)·남제주군·북제주군, 전라남도,해남군(海南郡), 광주시(光州市), 구례군(求禮郡), 무안군(務安郡) 신안면(新安面), 광산군(光山郡) 하남면(河南面)·대촌면(大村面), 담양군(潭陽郡) 창평면(昌平面)ㆍ고서면(高西面), 고흥군(高興郡) 봉래면(蓬萊面), 장성군(長城郡) 삼계면(森溪面), 신안군(新安郡) 임자면(荏子面), 여천군(麗川郡) 화정면(華井面), 전라북도 완주군(完州郡) 구이면(九耳面)·고산면(高山面), 김제군(金堤郡) 백산면(白山面), 고창군(高敞郡) 성내면(星內面), 남원군(南原郡) 산동면(山東面), 옥구군(沃溝郡), 정읍군(井邑郡) 고부면(高阜面), 부안군(扶安郡) 하서면(下西面)·주산면(舟山面), 충청남도 금산군(錦山郡) 부리면(富利面), 서울, 경기도 강화군(江華郡) 선원면(仙源面)·불은면(佛恩面), 강원도 정선군(旌善郡), 영월군(寧越郡) 하동면(下東面), 충청북도 음성군(陰城郡) 원남면(遠南面), 경상북도 문경군(聞慶郡) 산양면(山陽面)·영순면(永順面), 경상남도 진양군(晉陽郡) 금산면(琴山面), 황해도 연백군(延白郡), 평안남도 룡강군(龍岡郡) 삼화면(三和面), 평북 용천군(龍川郡) 용암포읍(龍岩浦邑), 함경남도 홍원군(洪原郡)·북청군(北靑郡) 일원에 집성촌을 이루고 있었다.
특히 전남 광산군(光山郡) 대촌면(大村面)의 압촌리(鴨村里) 마을은 오늘날에도 많은 자손이 모여 살고 있는 곳이다. 바로 임진왜란 때에 나라를 위해 목숨을 바친 제봉(霽峰) 고경명(高敬命)이 나고 자란 고향이기도 하며, 처음으로 이곳에 터를 잡게 된 것이 고경명(高敬命)의 증조인 고자검(高自檢)의 대부터였다고 한다.
따라서 이 마을에는 고경명(高敬命)의 자손들이 많이 살고 있다. 특히 고경명(高敬命)의 다섯 아들 가운데 장남인 고종후(高從厚) 및 고순후(高循厚) ㆍ 고인후(高因厚) ㆍ 고용후(高用厚)의 후예들이 마을을 지키고 있으며, 고종후(高從厚)의 동생인 고인후(高因厚)의 후예가 옮겨가 정착한 담양군(潭陽郡) 창평리(昌平里)에 많이 살고 있다.

## 분파
주요 종파로는 성주공파(星主公派)·전서공파(典書公派)·영곡공파(靈谷公派)·문충공파(文忠公派)·장흥백파(長興伯派)·화전군파(花田君派)·문정공파(文禎公派)·상당군파(上黨君派)·양경공파(良敬公派) 등이 있다.

### 분관
고말로의 증손 고공익(高恭益)은 상당 고씨(上黨高氏), 또 다른 증손 고령신(高令臣)은 개성 고씨, 고말로의 10세손 고중연은 장흥 고씨(長興高氏), 후손 고종필(高宗弼)은 연안 고씨(延安高氏), 고말로의 23세손 고응섭(高應涉)은 안동 고씨(安東高氏)로 분관하였다.

## 항렬자
- 대동항렬

| 28세     | 29세   | 30세     | 31세   | 32세     | 33세   | 34세     | 35세   | 36세     | 37세   | 38세     | 39세   | 40세     | 41세   | 42세     | 43세   | 44세     | 45세   | 46세     | 47세   | 48세     | 49세   | 50세     | 51세   |
| -------- | ------ | -------- | ------ | -------- | ------ | -------- | ------ | -------- | ------ | -------- | ------ | -------- | ------ | -------- | ------ | -------- | ------ | -------- | ------ | -------- | ------ | -------- | ------ |
| 口진(鎭) | 제(濟) | 口주(柱) | 광(光) | 口재(在) | 종(鍾) | 口윤(潤) | 병(秉) | 口열(烈) | 기(基) | 口현(鉉) | 한(漢) | 口근(根) | 연(然) | 口배(培) | 석(錫) | 口순(淳) | 정(楨) | 口혁(爀) | 규(圭) | 口용(鎔) | 연(淵) | 口동(東) | 희(熙) |

| 52세     | 53세   | 54세     | 55세   | 56세     | 57세   | 58세     | 59세   | 60세     | 61세   | 62세     | 63세   | 64세     | 65세   | 66세     | 67세   | 68세     | 69세   | 70세     | 71세   | 72세     | 73세   | 74세     | 75세   |
| -------- | ------ | -------- | ------ | -------- | ------ | -------- | ------ | -------- | ------ | -------- | ------ | -------- | ------ | -------- | ------ | -------- | ------ | -------- | ------ | -------- | ------ | -------- | ------ |
| 口중(重) | 호(鎬) | 口영(泳) | 낙(樂) | 口섭(燮) | 재(載) | 口탁(鐸) | 태(泰) | 口권(權) | 찬(燦) | 口균(均) | 은(銀) | 口구(求) | 영(榮) | 口훤(烜) | 준(埈) | 口연(鍊) | 호(浩) | 口송(松) | 형(炯) | 口증(增) | 옥(鈺) | 口원(源) | 병(柄) |

| 76세     | 77세   | 78세     | 79세   | 80세     | 81세   | 82세     | 83세   | 84세     | 85세   | 86세     | 87세   | 88세     | 89세   | 90세     | 91세    | 92세     | 93세   | 94세     | 95세   | 96세     | 97세   | 98세     | 99세   |
| -------- | ------ | -------- | ------ | -------- | ------ | -------- | ------ | -------- | ------ | -------- | ------ | -------- | ------ | -------- | ------- | -------- | ------ | -------- | ------ | -------- | ------ | -------- | ------ |
| 口훈(熏) | 보(報) | 口용(鏞) | 숙(淑) | 口림(林) | 환(煥) | 口준(埻) | 예(銳) | 口택(澤) | 항(桁) | 口엽(燁) | 요(堯) | 口일(鎰) | 해(海) | 口경(㯳) | 현(炫)) | 口재(㘽) | 명(銘) | 口담(淡) | 상(相) | 口형(熒) | 타(垞) | 口건(鍵) | 하(河) |

## 인구
- 2000년 325,950명
- 2015년 310,542명

## 같이 보기
- 제주 양씨
- 제주 부씨
- 장흥 고씨
- 개성 고씨

## 참고자료
- 뿌리찾기운동본부 편저 (1998년 4월 25일). 《한글판 우리집의 족보》. 서울: 민중서원. 부록 9~10쪽쪽.